# Marija Vukčević
Marija Vukčević (* 26. April 1986 in Titograd, SFR Jugoslawien) ist eine montenegrinische Fußballspielerin.

## Karriere
Vukčević startete ihre Karriere bei ŽFK Podgorica. 2001 verließ sie Podgorica und wechselte zum ŽFK Mašinac Niš und gab dort sie im Alter von erst 15 Jahren ihr Debüt in der Prva zenska liga. In der Saison 2002/03 nahm sie als jüngste Spielerin mit 16 Jahren an der Qualifikation für den UEFA Women’s Cup teil.
Im Alter von 18 Jahren verließ Vukčević Serbien-Montenegro und wechselte für die Saison 2004/05 in die italienische Serie A zum ASD Domoconfort Lecce. In Lecce kam sie jedoch nicht zum Zuge und wechselte eine Saison später in die Serie A2 zum ASD Cavaliere Matera. In der süditalienischen Region Basilikata entwickelte sie sich zur Leistungsträgerin und wechselte nach zwei Jahren zum Ligarivalen Acmei Bari. In der Saison 2007/08 wurde sie mit Bari Fünfter der Serie A2 und wechselte im Juni 2008 zu ASD Vis Francavilla. Bei Vis Francavilla knüpfte sie an ihre Leistungen bei Matera an und holte sich mit ihrem Team den sechsten Platz der Serie A2. So empfahl sie sich im Sommer 2009 für einen Vertrag beim Serie A Verein ACF Brescia, kam dort aber aufgrund anhaltender Verletzungen nicht zurecht und kehrte zur Saison 2010/11 in die Serie A2 zurück und unterschrieb beim ASD Real Marsico.

### International
Vukčević spielte in 35 Länderspielen bis 2006 für die serbisch-montenegrinische Fußballnationalmannschaft der Frauen. Sie gab im März 2012 ihr Debüt für die montenegrinische Fußballnationalmannschaft der Frauen und erzielte das erste Länderspieltor für Montenegro.

## Privates
In Italien bildet sie mit den montenegrinischen Fußballprofis Simon Vukčević, Igor Burzanović, Goran Burzanović, Stevan Jovetic und Mirko Vucinic eine Trainingsgruppe.